# Copestylum soror
Copestylum soror är en tvåvingeart som först beskrevs av Jacques-Marie-Frangile Bigot 1883.  Copestylum soror ingår i släktet Copestylum och familjen blomflugor. Inga underarter finns listade i Catalogue of Life.